# Gislaveds köping
Denna artikel handlar om den tidigare kommunen Gislaveds köping. För orten se Gislaved, för dagens kommun, se Gislaveds kommun.
Gislaveds köping var en tidigare kommun i Jönköpings län. 

## Administrativ historik
Gislaveds köping bildades 1949 genom en ombildning av Båraryds landskommun där municipalsamhället Gislaved funnits sedan 1904 samt med en utbrytning ur Anderstorps landskommun av municipalsamhället Gyllenfors som bildats där 1939. 1952 inkorporerade köpingen Våthults landskommun och Bosebo landskommun innan köpingen 1971 ombildades till Gislaveds kommun.
Köpingen hörde till Gislaveds församling som bildades 1951 genom en ombildning av Båraryds församling och kyrkobokföringsdistriktet Gyllenfors från Anderstorps församling. 1 januari 1952 tillkom Våthults och Bosebo församlingar.

## Köpingsvapnet
Blasonering: I rött fält ett topografiskt gästgiveritecken av guld, omgivet av en ring av silver.
1953 fastställdes vapnet. Vapnet skulle spegla något för orten karaktäristiskt. Man tog fasta på att Gislaved under flera århundraden haft ett gästgiveri och använde sig av symbolen för detta. Det var en så kallad remmare, ett glas som användes vid högtidligare intagande av brännvin, vilket möjligen var orsaken till att förslaget underkändes i en första prövning. Frågan lades på is, men vid beskedet att kungens eriksgata skulle passera orten, fick Gislaved dock sitt vapen godkänt. Vapnet registrerades för den nya kommunen i PRV 1974.

## Geografi
Gislaveds köping omfattade den 1 januari 1952 en areal av 169,94 km², varav 157,77 km² land. Efter nymätningar och arealberäkningar färdiga den 1 januari 1957 omfattade köpingen den 1 november 1960 en areal av 172,42 km², varav 160,20 km² land.

### Tätorter i köpingen 1960
I Gislaveds köping fanns tätorten Gislaved, som hade 5 636 invånare den 1 november 1960. Tätortsgraden i köpingen var då 95,6 procent.

## Politik

### Mandatfördelning i Gislaveds köping 1950–66
|  | 21 | 6 | 4 | 3 |

| 31 |

|  | 21 | 5 | 5 | 3 |

| 31 |

|  | 21 | 5 | 4 | 4 |

| 30 | 5 |

|  | 21 | 5 | 5 | 3 |

| 30 | 5 |

|  | 19 | 6 | 5 |  | 3 |

| 30 | 5 |

### Fotnoter
1. ↑  Andersson, Per (1993). Sveriges kommunindelning 1863–1993. Mjölby: Draking. Libris 7766806. ISBN 91-87784-05-X
2. ↑  ”Förteckning (Sveriges församlingar genom tiderna)”. Skatteverket. 1989. http://www.skatteverket.se/privat/folkbokforing/omfolkbokforing/folkbokforingigaridag/sverigesforsamlingargenomtiderna/forteckning.4.18e1b10334ebe8bc80003999.html. Läst 17 december 2013.
3. ↑   (PDF) Folkräkningen den 31 december 1950, I, Areal och folkmängd inom särskilda förvaltningsområden m.m., Tätorter. Stockholm: Statistiska centralbyrån. 1952-05-19. sid. 25. Arkiverad från originalet den 1 oktober 2014. https://www.webcitation.org/6T09ZkyrB?url=http://www.scb.se/Grupp/Hitta_statistik/Historisk_statistik/_Dokument/SOS/Folkrakningen_1950_1.pdf. Läst 9 oktober 2014 Arkiverad 29 oktober 2013 hämtat från the Wayback Machine.
4. ↑   (PDF) Folkräkningen den 1 november 1960, I, Folkmängd inom kommuner och församlingar efter kön, ålder, civilstånd m.m.. Stockholm: Statistiska centralbyrån. 1961-09-30. sid. 14. Arkiverad från originalet den 14 oktober 2013. https://web.archive.org/web/20131014172059/http://www.scb.se/Grupp/Hitta_statistik/Historisk_statistik/_Dokument/SOS/Folkrakningen_1960_01.pdf. Läst 26 december 2014
5. ↑  SCB Folkräkningen 1960 del 2 Arkiverad 24 september 2015 hämtat från the Wayback Machine. sida 20 i pdf:en